# Nama quadrivalvis
Nama quadrivalvis là loài thực vật có hoa trong họ Mồ hôi. Loài này được (Walter) Kuntze mô tả khoa học đầu tiên.